# Audi みなとみらい
Audi みなとみらい（アウディみなとみらい）は、神奈川県横浜市中区新港にある自動車ショールームをメインとした商業施設。2013年（平成25年）8月4日開業。施設運営はアウディジャパンの子会社であるアウディジャパン販売が行っている。

## 概要
アウディジャパンの子会社であるアウディジャパン販売が、同社における日本国内最大級のショールーム（旗艦店）という位置付けでみなとみらい地区（11-2街区）に開業したアウディ正規販売店である。
当施設は横浜赤レンガ倉庫や横浜ランドマークタワーなど横浜を代表する観光地の徒歩圏内に位置し、安藤百福発明記念館 横浜（カップヌードルミュージアム 横浜）にも隣接するなど好立地となっている。また最新のCI/CDを導入し、外観にはアルミ材によるハニカムパネルファサードを採用、内装はモノトーンで統一されている。
施設内には、新車18台・中古車23台を収容可能なアウディジャパン販売が運営する販売店舗の中で最大規模を誇るショールームを中心に、アウディの自動車に関して修理・メンテナンスの受付を行っているサービスセンター（サービス工場）や自動車を眺めながら食事ができるカフェ「Audi Delight Cafe」（旧店名：Audi Café by blanc noir）も併設されている。また、オーダーメイドプログラム「Audi exclusive」を実施しており、内外装のカラーや素材を選びながら自分だけのアウディを造り上げることが可能となっている。
この他、サービスの質的向上を目的として「Audi Training Center みなとみらい」が設置されており、アウディジャパンが全国各地で運営する正規販売店のスタッフ向けに様々な研修が行われている。さらに環境に配慮したLED照明やソーラーパネルの導入、キッズルーム（後節参照）や前述のカフェの設置を通して、地域へ根ざした新たな交流の場となることを目指している。

## 営業時間
詳細は「公式サイト」を参照。
- ショールーム等：10:00 - 19:00（サービス最終受付 18:00）
- Audi Delight Cafe：10:00 - 19:00（ラストオーダー 18:00）[7]

※水曜日定休（その他、年末年始や館内保守点検実施日など休業する場合あり）

## 所在地
神奈川県横浜市中区新港2-3-3

### 交通
- みなとみらい線「みなとみらい駅」より徒歩12分程
- みなとみらい線「馬車道駅」より徒歩14分程
- 東日本旅客鉄道（JR東日本）根岸線「桜木町駅」より徒歩15分程
- 横浜市営バス あかいくつ（Mルート）・ぶらりA「カップヌードルミュージアム前」停留所より徒歩3分程
- 横浜市営バス あかいくつ・ぶらりA・ぶらりS「赤レンガ倉庫・マリン&ウォーク」停留所より徒歩6分程

## 施設ギャラリー

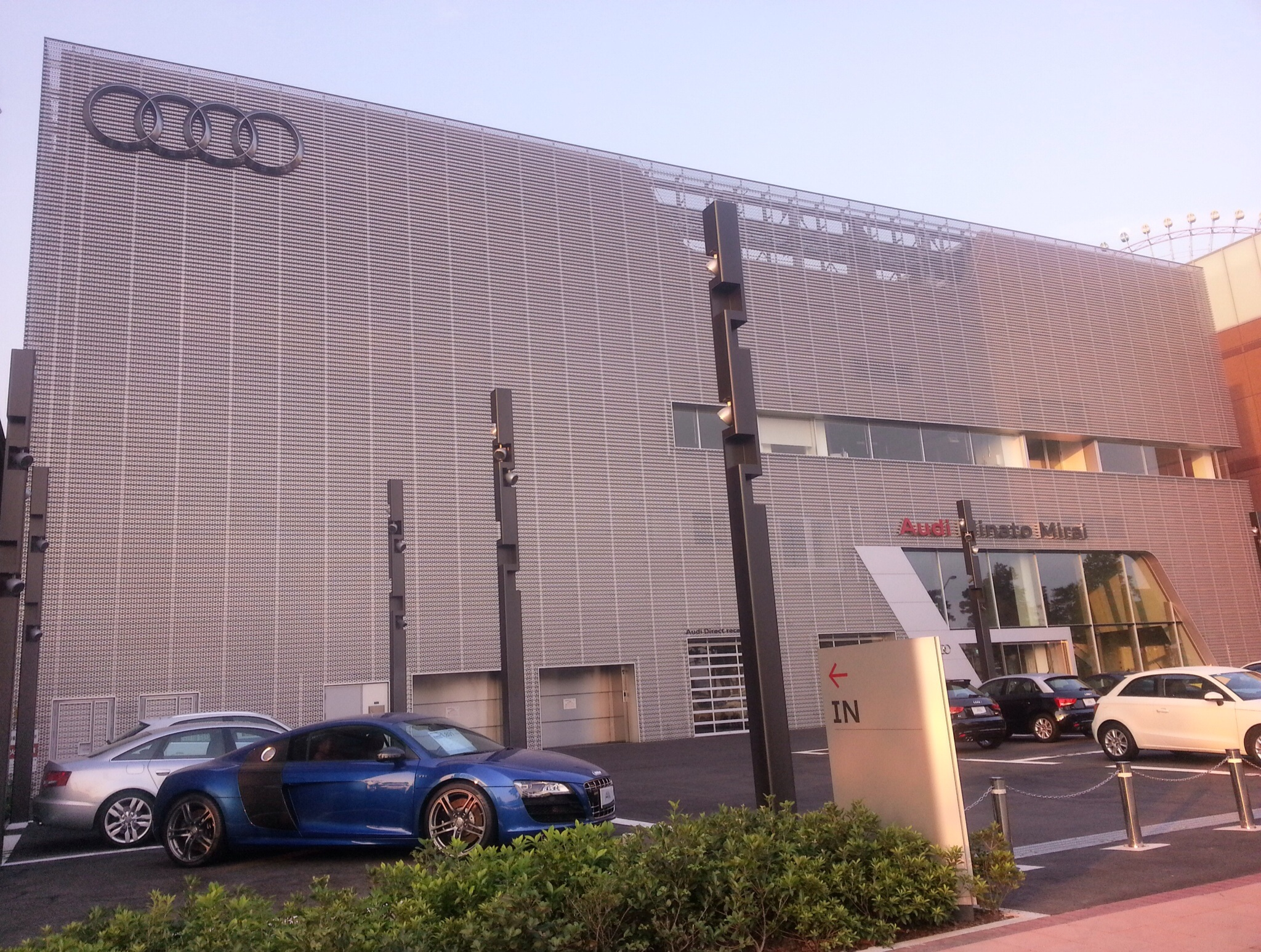
北側（海寄り側）の外観
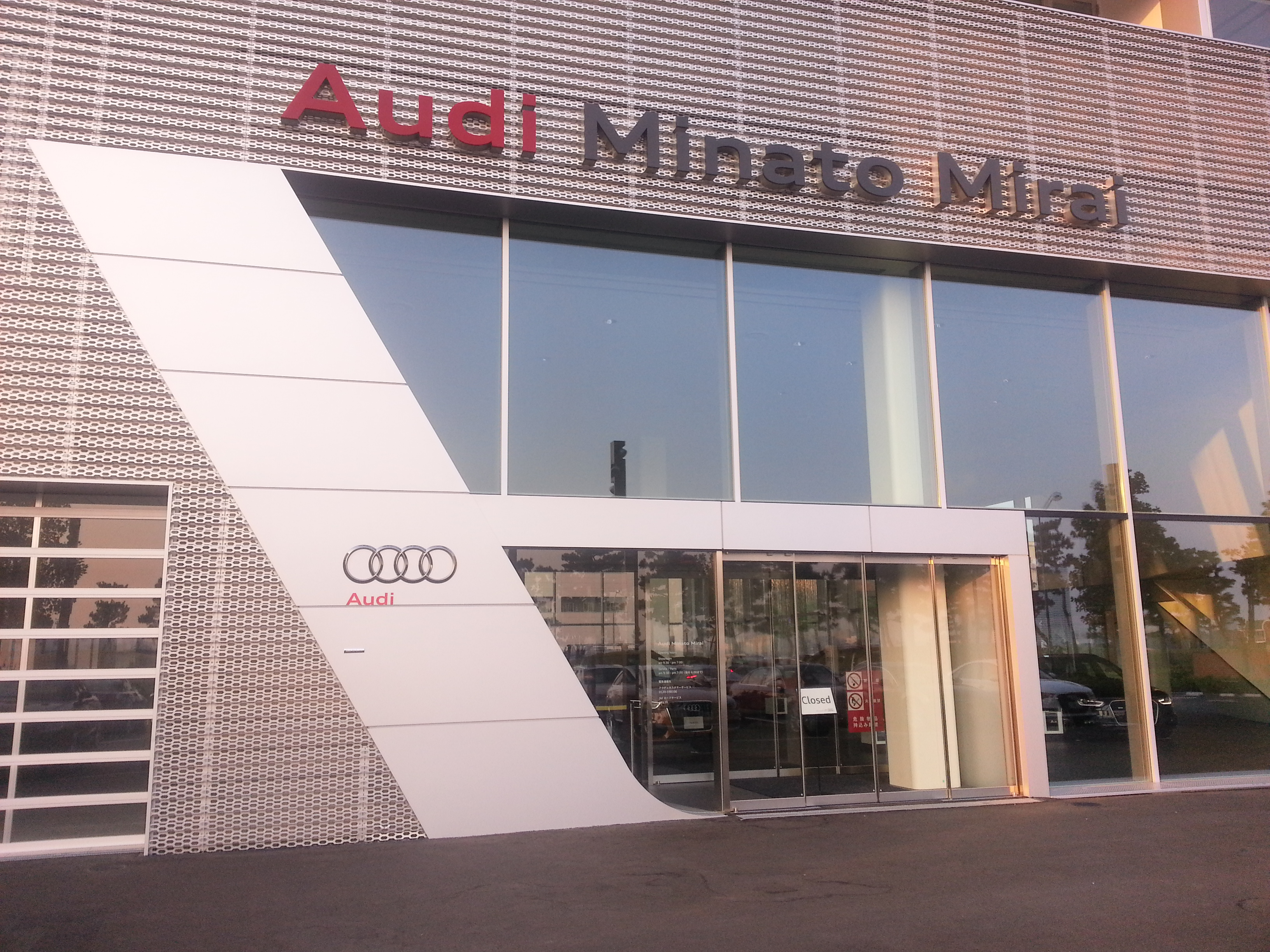
北側入り口
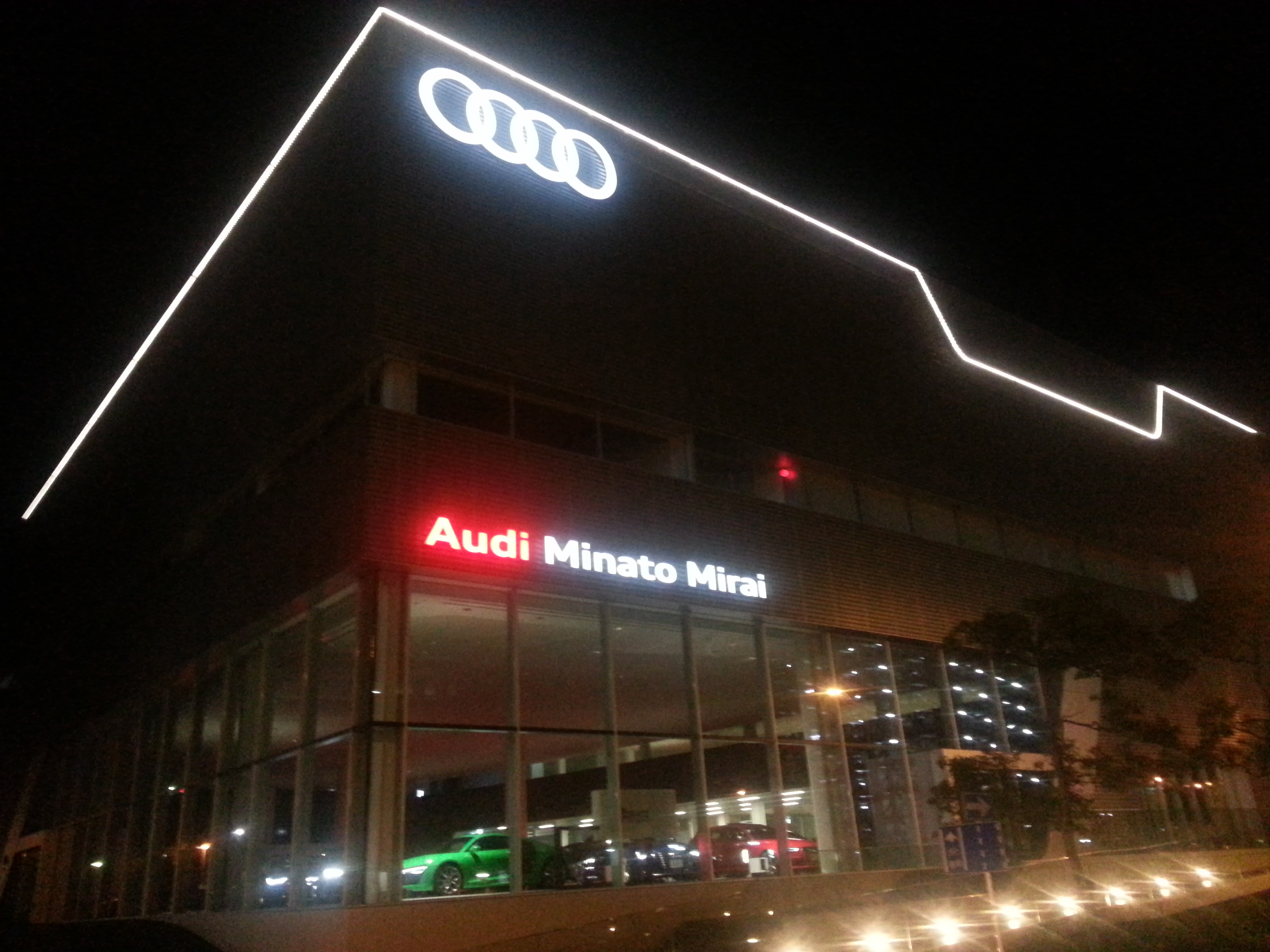
夜間ライトアップ（南側）

## その他
- グランドオープンを前に2013年7月31日、当施設にてオープニングセレモニー（記者会見）が行われた。同セレモニーにはアウディジャパン代表取締役社長の大喜多寛（当時）、アウディジャパン販売株式会社代表取締役社長の大西英之（当時）、横浜市長の林文子、俳優の浅野忠信、モデルの森泉が出席している[4][5][6]。
- 当施設内には、東京おもちゃ美術館と共同開発したキッズルームが設置されている[9]。また親子連れには､ショールームの上にある研修センターや整備工場（サービス工場）を見学させてくれることがある｡
- 当施設の隣接地には「安藤百福発明記念館 横浜」（カップヌードルミュージアム 横浜）と、カフェ併設のブライダル施設（結婚式場）「グランドオリエンタルみなとみらい」がある。当施設を含むこれら3つの施設は、全てみなとみらい地区の11-2街区内（当施設は街区内中程の区画）に所在している。